# Európanegyed
Az Európanegyed (románul: Cartierul Europa) Kolozsvár egyik új lakóövezete.
Az Európanegyed a Hajnalnegyed délnyugati határán fekszik; északon a Mikó Imre utca, keleten a Tordai út, délen a Bükki-erdő határolja. A negyed fő közlekedési útvonala az Eugen Ionescu utca. Az 1989-es rendszerváltás után számos villa épült itt, de a negyed infrastruktúrája hiányos, és nincsenek közösségi terek. 2014-ben a negyedben értékesített lakások átlagos ára 881 EUR volt négyzetméterenként (ugyanebben az időszakban a kolozsvári átlag 832 EUR/négyzetméter), 2015-ben pedig 820 EUR volt négyzetméterenként (kolozsvári átlag 873 EUR / négyzetméter).
2013 októberétől a negyedben működik a Keresztelő Szent János ortodox plébánia.